# Sohn Mi-Chung
Sohn Mi-Chung (en hangul: 손기정; en hanja: 孫基禎; romanització: Son Gijeong; en japonès: Kitei Son) (Sinuiju, Imperi japonès, 29 d'agost de 1912 - Daejeon, Corea del Sud, 15 de novembre de 2002) fou un atleta especialitzat en la marató, que aconseguí una medalla d'or en els Jocs Olímpics d'Estiu de 1936.

## Biografia
Va néixer el 29 d'agost de 1912 a la ciutat de Sinuiju, població situada a l'actual província de P'yŏngan del Nord, que en aquells moments formava part de l'Imperi japonès i que avui dia forma part de Corea del Nord. Després de formar-se acadèmicament a Seül, va continuar els seus estudis a la Universitat de Meiji de Tokio.
Va morir el 15 de novembre de 2002 a conseqüència d'una pneumonia a la ciutat de Daejeon, població situada a la província Chungcheongnam-do a Corea del Sud.

## Carrera esportiva
Entre 1933 i 1936, mentre estudiava al Japó, Sohn participà en 13 maratons, aconseguint guanyar-ne 10 d'elles. El 3 de novembre de 1935 aconseguí establir un nou rècord del món en aquesta distància, establint el temps en 2h 26:42 minuts, un rècord que es mantingué fins al 1947.
Com a colònia de l'Imperi del Japó, Sohn participà en els Jocs Olímpics d'Estiu de 1936 realitzats a Berlín (Alemanya nazi), on aconseguí guanyar la medalla d'or en la prova de marató, esdevenint el primer asiàtic que aconseguia aquesta fita. En aquesta mateixa prova el seu company Nam Sung-yong guanyà la medalla de bronze. Sohn va establir un nou rècord olímpic amb un temps de 2h 29' 19,2".
Sohn va dirigir l'equip de Corea als Jocs Olímpics d'Estiu de 1948 i 1952 i va ser el portador de la bandera de Corea durant la cerimònia d'obertura dels Jocs de Londres de 1948. Va entrenar diversos corredors de maratons, entre ells Suh Yun-Bok, Ham Kee-Yong i Hwang Young-Cho.
En els Jocs Olímpics d'Estiu de 1988 celebrats a Seül (Corea del Sud) fou un dels encarregats de realitzar els últims relleus de la torxa olímpica en l'encesa del peveter olímpic en la cerimònia inaugural dels Jocs.